# Cộng hòa Xã hội chủ nghĩa România
Cộng hòa Xã hội chủ nghĩa România (tiếng Romania: Republica Socialistă România), trước ngày 21 tháng 8 năm 1965 được gọi là Cộng hòa Nhân dân România (tiếng Romania: Republica Populară Română (1947–1954, 1963–1965) hoặc tiếng Romania: Republica Populară Romînă (1954–1963)), là giai đoạn trong lịch sử România từ ngày 30 tháng 12 năm 1947 đến ngày 22 tháng 12 năm 1989, khi đất nước là một nước cộng hòa xã hội chủ nghĩa dưới sự lãnh đạo của Đảng Cộng sản România. Trước đó là giai đoạn quân chủ (1881–1947), sau đó là lịch sử hiện đại của România (từ năm 1989).
Sau khi Thế chiến II kết thúc, Vương quốc România, mặc dù đã tự mình chuyển sang phe đồng minh, đã bị chiếm đóng bởi Liên Xô. Trong cuộc bầu cử quốc hội năm 1946, Đảng Cộng sản România đã giành chiến thắng. Tuy nhiên, đất nước vẫn là một vương quốc đứng đầu là vua Mihai I. Vào ngày 30 tháng 12 năm 1947, dưới áp lực của Petru Groza và Gheorghe Gheorghiu-Dej, vua Mihai đã thoái vị, và quốc hội trong cùng ngày đã tuyên bố thành lập Cộng hòa Nhân dân România. Vào tháng 4 năm 1948, hiến pháp đầu tiên của România đã được thông qua, và vào tháng 9 năm 1952, hiến pháp thứ hai cũng được thông qua.
Trong những năm đầu của Cộng hòa Nhân dân România, dưới sự lãnh đạo của Gheorghiu-Dej, đã diễn ra các quá trình tập thể hóa và công nghiệp hóa. Từ giữa những năm 1950, chính phủ România bắt đầu thực hiện chính sách giảm sự phụ thuộc vào Liên Xô. Kết quả là, quân đội Liên Xô đã rút khỏi lãnh thổ România, và các công ty liên doanh (SovRom) giữa România và Liên Xô cũng đã bị giải thể. Chính sách này chính thức được xác nhận vào năm 1964 trong một tuyên bố đặc biệt của Đảng Cộng sản România. Về kinh tế, România phát triển quan hệ với thế giới phương Tây, bao gồm Pháp, Anh và Hoa Kỳ. Chính sách kinh tế thành công đã dẫn đến sự tăng trưởng kinh tế ổn định từ những năm 1950 đến những năm 1970. Dân số đô thị cũng tăng, nạn mù chữ được xóa bỏ, và tuổi thọ tăng lên. Vào ngày 21 tháng 8 năm 1965, hiến pháp thứ ba của đất nước đã được thông qua, xác nhận, ngoài những điều khác, tên gọi mới của nó là Cộng hòa Xã hội Chủ nghĩa România.
Vào tháng 3 năm 1965, Nicolae Ceaușescu trở thành tổng bí thư Đảng Cộng sản România, và vào tháng 12 năm 1967, ông trở thành chủ tịch Hội đồng Nhà nước. Trong thời gian đầu, ông thực hiện chính sách đối nội và đối ngoại tự do hơn so với Gheorghiu-Dej. Đỉnh điểm chính sách này là việc lên án công khai việc đưa quân đội các nước Hiệp ước Warszawa vào Tiệp Khắc vào tháng 8 năm 1968. Tuy nhiên, từ năm 1971, chính sách Ceaușescu trở nên ngày càng độc tài. Sau khi thông qua các "luận điểm tháng 7" vào tháng 7 năm 1971, ở România đã xuất hiện một sự sùng bái cá nhân quy mô lớn, không chỉ đối với Ceaușescu mà còn đối với vợ ông, Elena. Những vị trí cao trong chính phủ dần dần bị chiếm bởi các thành viên trong gia đình Ceaușescu hoặc những người thân cận với ông. Cơ quan cảnh sát bí mật "Securitate" ngày càng đóng vai trò quan trọng trong đời sống chính trị. Năm 1974, chức vụ Chủ tịch nước Cộng hòa Xã hội Chủ nghĩa România đã được tạo ra cho Ceaușescu.
Từ năm 1981, để trả nợ nước ngoài lên đến 10 tỷ đô la, Ceaușescu đã thực hiện chính sách tiết kiệm nghiêm ngặt, khiến mức sống người dân România nhanh chóng giảm xuống, và hàng hóa thiết yếu trở nên khan hiếm. Vào tháng 12 năm 1989, các cuộc biểu tình chống lại việc trục xuất linh mục László Tőkés đã biến thành cuộc nổi dậy chống cộng sản quy mô lớn, trở thành một phần của các cuộc cách mạng năm 1989. Kết quả của cuộc cách mạng România, vào ngày 22 tháng 12 năm 1989, Nicolae và Elena Ceaușescu đã cố gắng trốn khỏi România, nhưng không thành công và ngày 25 tháng 12 họ bị đưa ra tòa án quân sự và bị xử tử. Cộng hòa Xã hội Chủ nghĩa România, cùng với Đảng Cộng sản România cầm quyền, chấm dứt sự tồn tại ngay sau khi vợ chồng Ceaușescu bỏ trốn. Khoảng trống quyền lực nhanh chóng được lấp đầy bởi Mặt trận Cứu quốc do cựu thành viên Đảng Cộng sản România Ion Iliescu đứng đầu, người trở thành tổng thống đầu tiên của România hiện đại. Ngày 20 tháng 5 năm 1990, đất nước tổ chức cuộc bầu cử toàn quốc tự do đầu tiên kể từ năm 1937, và ngày 8 tháng 12 năm 1991, hiến pháp hiện đại của România được thông qua, chính thức xóa bỏ hệ thống chính trị - xã hội trước đây và xác nhận hệ thống chính trị hiện tại của România.
Một số lượng người Rumani đã bị xử bắn hoặc chết khi bị giam giữ, hầu hết là trong thời kỳ Stalin của thập niên 1950, các vụ xử bắn được tuyên bởi tòa án trong khoảng thời gian từ năm 1945 đến 1964 là 137, còn số lượng người bị giam giữ được ước tính là hàng chục hay hàng trăm ngàn.

## Các lực lượng Cộng sản lên nắm quyền
Dưới thời Ion Antonescu, quy mô cuộc đàn áp những người cộng sản đã đạt đến mức độ khổng lồ. Đến năm 1944, tất cả các lãnh đạo Đảng Cộng sản România đã bị bắt giam hoặc đang sống ở Moskva.
Do đó, một đảng vốn đã nhỏ bé và yếu đuối càng trở nên thiếu hụt lãnh đạo. Điều này làm cho đảng không thể đóng vai trò quan trọng trên chính trường România.
Vào năm 1944, sau khi lật đổ chế độ độc tài Antonescu và România rơi vào khu vực ảnh hưởng của Liên Xô, tình hình thay đổi đột ngột.
Sau khi liên tiếp thay đổi một số chính phủ do tướng Constantin Sănătescu (23 tháng 8 năm 1944 - 16 tháng 10 năm 1944) và tướng Nicolae Rădescu (6 tháng 12 năm 1944 - 6 tháng 3 năm 1945) lãnh đạo, Liên Xô đã đưa "người của mình" là Petru Groza lên làm Thủ tướng.
Chính phủ của Petru Groza đã theo đuổi chính sách cộng sản hóa đất nước và góp phần lớn vào việc các lực lượng cộng sản giành chiến thắng trong cuộc bầu cử tháng 11 năm 1946.
Sau chiến thắng vững chắc của các lực lượng cộng sản, các lãnh đạo phe đối lập đã bị bắt giữ. Mặc dù có sự ủng hộ của công chúng, Vua Mihai I của România buộc phải thoái vị. Chế độ quân chủ bị bãi bỏ.
Ngày 30 tháng 12 năm 1947, Cộng hòa Nhân dân România được tuyên bố thành lập và vào năm 1948, hiến pháp mới được thông qua.

## Gheorghiu Dej nằm quyền

### Kinh tế và những bước đầu tiên
Ngay thời gian đầu, các nhà lãnh đạo mới đã tiến hành quốc hữu hóa gần như tất cả các cơ sở tư nhân. Trong giai đoạn 1949–1962, họ thực hiện việc tập thể hóa bằng vũ lực, với khoảng 80.000 nông dân bị bắt giữ chỉ trong cuối những năm 1940 - đầu những năm 1950.
Quá trình công nghiệp hóa cũng được thực hiện theo mô hình Stalin. Một cơ quan đặc biệt - Ủy ban Kế hoạch Nhà nước- đã được thành lập, dưới sự lãnh đạo của người đứng đầu România khi đó là Gheorghe Gheorghiu-Dej. Đến năm 1950, công nghiệp đã đạt mức trước chiến tranh. Đến cuối những năm 1950, các ngành công nghiệp hóa chất, luyện kim và năng lượng trở thành các ưu tiên chính, chiếm khoảng 80% tổng vốn đầu tư.

### Chính sách đối nội và đối ngoại
Gheorghiu-Dej, một người theo chủ nghĩa Stalin kiên định, đã loại bỏ tất cả các đối thủ chính trị tiềm năng khỏi các vị trí lãnh đạo. Ví dụ, vào năm 1948, đối thủ chính của Dej, Lucrețiu Pătrășcanu, đã bị bắt giữ. Năm 1952, toàn bộ "phe phái Moskva" trong đảng (Anna Pauker, Vasile Luca, Gogu Rădulescu và Teohari Georgescu) đã bị loại bỏ, và vào năm 1957, đối thủ cuối cùng, Miron Constantinescu, cũng bị loại bỏ. Công cụ các cuộc đàn áp chính trị là cơ quan an ninh nhà nước thuộc Bộ Nội vụ, Securitate (Cục An ninh Nhà nước), do tướng Gheorghe Pintilie, người trung thành với Gheorghiu-Dej, đứng đầu. Công cụ hỗ trợ khác cho các cuộc đàn áp là cảnh sát, do Pavel Cristescu lãnh đạo.
Cho đến đầu những năm 1960, phong trào du kích chống cộng sản vẫn tiếp tục hoạt động mạnh mẽ. Nền tảng xã hội của phong trào là nông dân phản đối việc tập thể hóa và chủ nghĩa vô thần của nhà nước; các nhà lãnh đạo phong trào thường là quân nhân (Gheorghe Arsenescu, Toma Arnăuțoiu, Ion Uță, Nicolae Dabija, Ioan Carlaonț), các thành viên Đội cận vệ sắt (Ion Gavrilă Ogoranu, Gogu Puiu, Spiru Blănaru), các doanh nhân nông thôn (Theodor Șușman) và trí thức quốc gia (Radu Ciuceanu). Kết thúc thực tế phong trào được coi là vào năm 1962 với cuộc hành quyết Gheorghe Arsenescu, và kết thúc tượng trưng vào năm 1976 với việc bắt giữ Ion Gavrilă Ogoranu, "người du kích cuối cùng của châu Âu".
Trong giai đoạn 1951–1956, các cuộc trục xuất hàng loạt "các yếu tố không đáng tin cậy" (dựa trên tiêu chí xã hội và sắc tộc) đến vùng đồng bằng Bărăgan đã được thực hiện.
Sau khi Stalin qua đời, quan hệ giữa Liên Xô và România trở nên phức tạp hơn, từ cuối những năm 1950, Gheorghiu-Dej theo đuổi các nguyên tắc chủ nghĩa dân tộc và cân bằng giữa phương Tây và phương Đông trong chính sách đối ngoại. Năm 1964, "Tuyên bố về lập trường của Đảng Cộng sản România về các vấn đề phong trào cộng sản và công nhân thế giới" được công bố, trong đó khẳng định rằng không có một công thức duy nhất nào trong lĩnh vực này, và mỗi đảng cộng sản có quyền tự quyết để giải quyết các vấn đề của mình và lựa chọn con đường của mình, không có đảng nào có đặc quyền hay vị trí lãnh đạo, tất cả đều bình đẳng, và không ai có quyền áp đặt quan điểm hoặc ý kiến của mình lên người khác.
Lãnh đạo România đã đạt được sự tự chủ đáng kể về chính trị và kinh tế trong khối xã hội chủ nghĩa. Ví dụ, trong giai đoạn 1959–1960, các thỏa thuận đặc biệt đã được ký kết với Pháp, Vương quốc Anh và Hoa Kỳ, cho phép România tiếp cận vào các thị trường Tây Âu. Đồng thời, quân đội Liên Xô đã rút khỏi România.

## Nicolae Ceaușescu nắm quyền

### Tình hình chính trị
Năm 1965, sau khi Gheorghe Gheorghiu-Dej qua đời, Nicolae Ceaușescu được bầu làm Bí thư thứ nhất Đảng Cộng sản România. Xung quanh ông là những người đã giúp ông thăng tiến chính trị, như Vasile Patilineț, Ilie Verdeț, Cornel Onescu, Ion Coman, Ion Stănescu, và Virgil Trofin.
Những bước đi đầu tiên của ông mang tính tự do, bao gồm việc phục hồi danh dự cho Lucrețiu Pătrășcanu và các nhân vật khác của Đảng Cộng sản România, những người bị đàn áp trong những năm 1940-1950. Cũng trong năm 1965, một hiến pháp mới được thông qua (bao gồm cả biểu tượng và tên gọi mới của România).
Ceaușescu phát triển đường lối đối ngoại của Gheorghiu-Dej, với sự cải thiện quan hệ với phương Tây trong những năm 1960 và đạt được sự độc lập đáng kể từ phía Đông. Ông thiết lập quan hệ ngoại giao với Cộng hòa Liên bang Đức (Tây Đức), đón tiếp Tổng thống Pháp Charles de Gaulle và Tổng thống Hoa Kỳ Richard Nixon, và hai lần đến thăm Hoa Kỳ và một lần thăm Vương quốc Anh. Trong sự kiện tháng 8 năm 1968, România đã lên án mạnh mẽ hành động của Liên Xô và các nước Hiệp ước Warszawa tham gia vào cuộc can thiệp tại Tiệp Khắc.
Tuy nhiên, trong những năm 1970, România dần rời xa các chính sách tự do thập niên trước. Các quan chức những năm 1960 như Patilineț và Trofin dần bị loại bỏ. Một nền văn hóa sùng bái cá nhân Ceaușescu được thúc đẩy, với vai trò đáng kể của cảnh sát chính trị "Securitate". Quyền lực tập trung vào tay Ceaușescu, vợ ông Elena, và một nhóm người thân cận (thành viên Bộ Chính trị Đảng Cộng sản România như Emil Bobu và Manea Mănescu, cố vấn quân sự Ion Dincă, Cục trưởng Cục An ninh Nhà nước Tudor Postelnicu, và tướng An ninh Emil Macri). Các thành viên trong gia đình cầm quyền cũng giữ vị trí đặc biệt (con trai Nicul Ceaușescu là một nhà lãnh đạo đảng nổi bật, em trai Ilie Ceaușescu là Thứ trưởng Quốc phòng, và anh trai Marin Ceaușescu là đại diện tài chính bí mật).
Bất đồng chính kiến bị đàn áp, các cuộc biểu tình phản đối bị dập tắt, với các sự kiện nổi bật như cuộc đình công thợ mỏ năm 1977 và cuộc nổi dậy Brașov năm 1987. Mặc dù bị đàn áp, phong trào bất đồng chính kiến với các hướng khác nhau vẫn tồn tại, từ chủ nghĩa dân tộc (Paul Goma), dân chủ toàn diện (Radu Filipescu), cộng sản cực đoan (Silviu Brucan, Constantin Pârvulescu), đến chống cộng sản cực đoan (Gelu Voican Voiculescu, Iulius Filip) và bảo vệ nhân quyền (Doina Cornea), cũng như phong trào công đoàn (Werner Sommerauer). Nội bộ đảng cũng có các phe đối lập (Ion Iliescu, Dumitru Mazilu, Gheorghe Apostol), và có một loại đối lập quân sự (Nicolae Militaru, Ion Ioniță]]).
Tuy nhiên, khác với hầu hết các quốc gia xã hội chủ nghĩa khác, România đã tham gia Thế vận hội Mùa hè 1984 tại Los Angeles, đạt số lượng huy chương vàng đứng thứ hai sau đoàn Hoa Kỳ. Bản thân Ceaușescu vào năm 1985 được trao tặng Huân chương Olympic.
Cơ quan lập pháp cao nhất từ năm 1948 là Đại Quốc hội đơn viện.

### Phát triển kinh tế
Chính sách kinh tế của Ceaușescu nhằm vượt qua sự tụt hậu công nghiệp so với các quốc gia phát triển, với quyết định thúc đẩy xây dựng nền công nghiệp mạnh mẽ bằng các khoản vay từ các tổ chức tài chính quốc tế. Từ năm 1975 đến 1987, România đã vay khoảng 22 tỷ đô la từ phương Tây, một số tiền khổng lồ vào thời điểm đó. Tuy nhiên, kế hoạch này không thành công, các dự án đã thực hiện không mang lại lợi nhuận, và để trả nợ, Ceaușescu phải thực hiện chính sách tiết kiệm khắc nghiệt. Đến năm 1989, România đã trả hết nợ, nhưng người dân phải chịu đựng sự hy sinh lớn. Tiết kiệm trên mọi thứ, thậm chí cả những thứ cần thiết, đã trở thành chính sách quốc gia. Hậu quả là mức sống giảm sút và căng thẳng xã hội tăng cao.
Trong những năm Ceaușescu tiết kiệm, nền kinh tế của România gặp nhiều khó khăn. Các mặt hàng thiết yếu như sữa và bánh mì rất khó tìm, chưa nói đến thịt. Điện bị cắt vào ban ngày tại các thành phố và làng mạc, và mức tiêu thụ điện được giới hạn nghiêm ngặt. Chỉ cho phép sử dụng một bóng đèn công suất 15 W trong mỗi căn hộ, việc sử dụng tủ lạnh và các thiết bị điện gia dụng khác vào mùa đông bị cấm, cũng như sử dụng khí gas để sưởi ấm. Nước nóng được cung cấp theo giờ và không phải ở mọi nơi. Người dân phải đối mặt với sự thiếu thốn lương thực: thẻ lương thực đã được phát hành. Ở Bucharest, người dân từ nông thôn đến xin bánh mì. Các biện pháp tương tự được áp dụng trên khắp đất nước, từ vùng quê đến thủ đô.
Từ năm 1988, một chương trình quy mô lớn nhằm phá hủy một nửa trong số 13.000 ngôi làng ở România và di dời dân cư đến các "trung tâm nông-công nghiệp" mới đã được thực hiện, gây ra sự phản đối của người dân.

### Sự sụp đổ chế độ xã hội chủ nghĩa
Năm 1989 chứng kiến sự sụp đổ của các chế độ xã hội chủ nghĩa ở các nước thuộc Hiệp ước Warszawa. Đến đầu tháng 12 năm 1989, quá trình dân chủ hóa đã bắt đầu tại Ba Lan, Tiệp Khắc, Cộng hòa Dân chủ Đức, Hungary và Bulgaria. Tuy nhiên, România với hệ thống toàn trị của mình vẫn còn ngoài xu hướng này. Tại Đại hội lần thứ XIV của Đảng Cộng sản România vào tháng 11 năm 1989, Nicolae Ceaușescu tiếp tục được bầu làm Tổng Bí thư của đảng thêm 5 năm, đến năm 1994. Nhận thấy khả năng bị lật đổ giống như các nước khác, lãnh đạo România cố gắng cô lập đất nước, ngăn chặn mọi thông tin từ nước ngoài.
Ngày 16 tháng 12 năm 1989, việc trục xuất linh mục bất đồng chính kiến László Tőkés, một người Hungary, khỏi nhà của ông đã dẫn đến các cuộc biểu tình tại Timișoara. Sự kiện này trở thành điểm khởi đầu cho cuộc cách mạng kết thúc bằng việc lật đổ chế độ Ceaușescu và thiết lập một hệ thống quản lý dân chủ đa đảng. Trong các sự kiện tháng 12, cơ quan an ninh nhà nước và quân đội đã được huy động để chống lại những người biểu tình, trước tiên ở Timișoara và sau đó ở Bucharest. Bộ trưởng Quốc phòng Vasile Milea đã "tự sát" theo thông báo chính thức. Ngay sau đó, các quan chức an ninh cấp cao, bao gồm cả tướng Mihai Chițac, người vừa chỉ huy việc đàn áp cuộc nổi dậy tại Timișoara vài ngày trước đó, cũng chuyển sang phe nổi dậy.
Sáng ngày 22 tháng 12, Nicolae Ceaușescu và vợ Elena trốn khỏi Bucharest bằng trực thăng. Thủ tướng Constantin Dăscălescu, người giữ chức từ năm 1982, muốn đứng đầu chính phủ chuyển tiếp nhưng bị người biểu tình tại trụ sở Đảng Cộng sản từ chối. Quyết định cuối cùng của Dăscălescu trên cương vị Thủ tướng là ra lệnh phóng thích tất cả các tù nhân chính trị và những người bị bắt trong các cuộc biểu tình chống chính phủ. Ngày 22 tháng 12 năm 1989, chính phủ Dăscălescu, chính phủ cuối cùng Cộng hòa Xã hội Chủ nghĩa România, đã từ chức.
Ceaușescu và vợ cố gắng trốn đến biệt thự của họ gần hồ Snagov, nhưng không thành công do không phận bị đóng cửa theo lệnh của Bộ trưởng Quốc phòng mới, Victor Stănculescu. Họ bị bắt gần Târgoviște và bị tòa án quân sự xét xử nhanh chóng, kéo dài chỉ vài giờ. Cả hai bị xử tử vào ngày 25 tháng 12 năm 1989. Phiên tòa và vụ hành quyết đã được quay video và phát sóng trên truyền hình Romania vào ngày 27 tháng 12 năm 1989.
Trong lúc Ceaușescu bỏ trốn, người biểu tình đã chiếm trụ sở Đảng Cộng sản, nơi ông vừa có bài phát biểu cuối cùng trong đời. Cùng ngày, một nhóm người biểu tình, bao gồm Ion Iliescu, Petre Roman và Dumitru Mazilu, đã vào đài truyền hình quốc gia và tuyên bố thành lập Hội đồng Mặt trận Cứu quốc. Quyền điều hành đất nước được chuyển giao cho Hội đồng Mặt trận Cứu quốc tạm thời. Ngày 26 tháng 12 năm 1989, Ion Iliescu trở thành Tổng thống Romania, và Petre Roman trở thành Thủ tướng. Đất nước vẫn tiếp tục mang tên "Cộng hòa Xã hội Chủ nghĩa România" cho đến ngày 28 hoặc 29 tháng 12 năm 1989.
Tình hình ở România, đặc biệt là ở Bucharest, rất bất ổn trong những ngày cuối tháng 12, với các cuộc đấu súng giữa quân đội và cảnh sát mật "Securitate". Vụ xung đột nghiêm trọng cuối cùng diễn ra gần đài truyền hình vào ngày 27 tháng 12. Hơn 7.000 người, bao gồm cả binh lính và thường dân, đã thiệt mạng trong các cuộc xung đột này. Sau ngày 28 tháng 12, các thành viên "Securitate" nhận ra tình hình vô vọng của mình và với lời hứa không bị xét xử, họ bắt đầu đầu hàng. Vụ chống cự cuối cùng của "Securitate" được ghi nhận vào ngày 30 tháng 12, và cảnh sát mật đã bị giải tán vào ngày 2 tháng 1 năm 1990.

## Cấu trúc Chính quyền
Trong thời kỳ tồn tại của Cộng hòa Xã hội Chủ nghĩa România, cấu trúc chính quyền dựa trên những nguyên tắc đặc trưng của các quốc gia xã hội chủ nghĩa, với vai trò chủ đạo của Đảng Cộng sản România. Cơ quan quyền lực cao nhất của nhà nước là Đại Quốc hội (Marea Adunare Națională), được bầu ra theo hình thức chính thức từ nhân dân. Tuy nhiên, các ứng cử viên cho cuộc bầu cử vào Đại Quốc hội này đều do Ủy ban Trung ương Đảng Cộng sản România đề cử, điều này có nghĩa rằng tất cả các quyết định quan trọng đều được đưa ra trong nội bộ đảng.
Các cơ quan chính quyền chủ yếu:
- Đại Quốc hội (Marea Adunare Națională): Đây là cơ quan lập pháp cao nhất, đại diện chính thức cho quyền lợi của nhân dân. Cơ quan này được bầu với nhiệm kỳ nhất định và có nhiệm vụ thông qua các luật pháp, kế hoạch phát triển kinh tế và xã hội, ngân sách, cũng như hình thành các cơ quan chính quyền khác.
- Đoàn Chủ tịch Đại Quốc hội (Prezidiul Marii Adunări Naționale): Đoàn Chủ tịch là cơ quan thường trực của Đại Quốc hội và bao gồm chủ tịch, phó chủ tịch và các thành viên. Đoàn Chủ tịch có quyền ban hành các sắc lệnh giữa các kỳ họp của Đại Quốc hội, phê chuẩn các hiệp ước quốc tế và bổ nhiệm các thẩm phán. Sau này, chức năng này được chuyển giao cho Hội đồng Nhà nước.
- Hội đồng Nhà nước: Cơ quan này thay thế Đoàn Chủ tịch Đại Quốc hội và trở thành cơ quan lãnh đạo, đại diện cho lợi ích của nhà nước trên trường quốc tế và trong nước. Hội đồng Nhà nước phê chuẩn các luật và quyết định của Đại Quốc hội, cũng như có quyền ban hành các biện pháp khẩn cấp và sắc lệnh.
- Hội đồng Bộ trưởng (Consiliul de Miniștri): Đây là cơ quan hành pháp và điều hành cao nhất. Hội đồng Bộ trưởng được Đại Quốc hội hình thành từ các thành viên do Ủy ban Trung ương Đảng đề cử. Cơ quan này quản lý các vấn đề kinh tế, chính sách xã hội, nội vụ và đối ngoại của România.

Toàn bộ bộ máy này được đặt dưới sự kiểm soát và điều hành của Đảng Cộng sản România, đảng này thực tế nắm giữ toàn bộ quyền lực trong nước. Ủy ban Trung ương Đảng quyết định đường lối chính trị và đưa ra các quyết định quan trọng, sau đó các quyết định này được thực hiện thông qua các cơ quan chính quyền.

## Phân chia hành chính
Lãnh thổ România được chia thành các vùng (regiuni) cho đến năm 1968, sau đó được chia thành các hạt (județe). Từ năm 1950, các hạt được chia thành các khu vực nhỏ hơn gọi là quận (raioane), và các quận lại được chia thành các thị trấn (plăși) và xã (comune). Từ năm 1968, các hạt được chia thành các thành phố (municipii), thị trấn và xã. Riêng thủ đô Bucharest được chia thành các quận (sectoare).
Các cơ quan quyền lực nhà nước địa phương là hội đồng nhân dân (consiliile populare, từ năm 1952 gọi là sfaturile populare), được bầu ra từ dân cư địa phương dựa trên danh sách các ứng cử viên do các ủy ban địa phương của Đảng Cộng sản đề cử. Cơ quan hành chính và điều hành địa phương là các ủy ban hành pháp (Comitetele executive) và các phòng ban của ủy ban hành pháp (Secțiunile Comitetelor Executive), được hình thành bởi các hội đồng nhân dân.

## Hệ thống pháp luật
Cơ quan tư pháp cao nhất của România là Tòa án Tối cao (Curtea Supremă, từ năm 1952 được gọi là Tribunalul Suprem), được Đại Quốc hội (Marea Adunare Națională) bầu ra. Trước năm 1953, Tòa án Tối cao được bổ nhiệm bởi Đoàn Chủ tịch Đại Quốc hội theo đề nghị của chính phủ. Tòa án cấp phúc thẩm bao gồm các tòa án (curțile), từ năm 1952 là các tòa án vùng (tribunalele regionale), từ năm 1965 là các tòa án hạt (tribunalele județene). Tòa án cấp sơ thẩm bao gồm các tòa án nhân dân (judecătoriile populare), từ năm 1952 là các tòa án nhân dân (tribunalele populare), và từ năm 1965 là các tòa án (judecătoriile).

## Các đảng phái chính trị
România chỉ có một đảng chính trị duy nhất là Đảng Cộng sản România (trước năm 1965 gọi là Đảng Lao động România). Đảng này được thành lập vào năm 1948 từ sự hợp nhất của Đảng Cộng sản România và Đảng Dân chủ Xã hội România. Trước năm 1947, còn có Đảng Quốc gia-Nông dân và Đảng Quốc gia-Tự do.

## Các tổ chức xã hội
Các tổ chức xã hội România bao gồm:
- Mặt trận Dân chủ và Đoàn kết Xã hội Chủ nghĩa (Frontul Democrației și Unității Socialiste, trước năm 1980 gọi là Mặt trận Đoàn kết Xã hội Chủ nghĩa, trước năm 1968 là Mặt trận Dân chủ Nhân dân)
- Đoàn Thanh niên Cộng sản (Uniunea Tineretului Comunist) (trước năm 1966 gọi là Đoàn Thanh niên Lao động (Uniunea Tineretului Muncitor))
- Liên đoàn Công đoàn România (Uniunea Generală a Sindicatelor din România) (trước năm 1966 gọi là Liên đoàn Lao động Toàn quốc (Confederația Generală a Muncii))
- Liên đoàn Hợp tác xã Sản xuất Nông nghiệp Quốc gia (tổ chức nông dân của Đảng Cộng sản România )
- Hội đồng Phụ nữ Quốc gia (tổ chức phụ nữ của Đảng Cộng sản România )
- Liên đoàn Hiệp hội Sinh viên

## Kinh tế
Đơn vị tiền tệ România là leu (15 kopeks của Liên Xô). Tiền được phát hành dưới dạng:
- Tiền xu bằng đồng-niken-kẽm (từ năm 1966 bằng thép, từ năm 1975 bằng nhôm) có mệnh giá 1, 3, 5 ban (1 ban = 1/100 leu)
- Tiền xu bằng đồng-niken (từ năm 1966 bằng thép, từ năm 1975 bằng nhôm) có mệnh giá 10, 15, 25, và từ năm 1963 là 50 ban và leu. Tiền này được đúc bởi Xưởng đúc tiền quốc gia Romania.
- Tiền giấy của Ngân hàng Quốc gia România có mệnh giá 10, 25, 50 và 100 leu được phát hành bởi Ngân hàng Quốc gia România .

## Phương tiện truyền thông
Các báo nhận thông tin từ Cơ quan báo chí România (Agentia Română de Presă):
- Scînteia, Munca de partid và Era socialistă là các cơ quan báo chí của Ủy ban Trung ương Đảng Cộng sản Romania
- Scînteia tineretului là cơ quan báo chí của Ủy ban Trung ương Đoàn Thanh niên Cộng sản
- România Liberă là cơ quan báo chí của Hội đồng Quốc gia Mặt trận Đoàn kết Xã hội Chủ nghĩa
- Informația Bucureștiului là cơ quan báo chí của Ủy ban Đảng Cộng sản Romania và Hội đồng Nhân dân thành phố Bucharest
- Apărarea Patriei là cơ quan báo chí của Bộ Quốc phòng Romania
- Contemporanul là cơ quan báo chí của Hội đồng Văn hóa và Giáo dục Xã hội Chủ nghĩa
- Lumea là cơ quan báo chí của Liên đoàn Nhà báo Romania
- Munca là cơ quan báo chí của Liên đoàn Công đoàn Romania
- România literară là cơ quan báo chí của Hội Nhà văn Romania
- Femeia là cơ quan báo chí của Hội đồng Phụ nữ Romania

Tạp chí: Luminița (tạp chí trẻ em), Urzica ("Cây tầm ma", 1948-1990) là tạp chí châm biếm.
Công ty phát thanh truyền hình duy nhất là Đài Phát thanh và Truyền hình Romania (Radioteleviziunea Română, RTR), được quản lý bởi Chủ tịch và Hội đồng Quốc gia (trước năm 1968 là Ủy ban Nhà nước về Phát thanh và Truyền hình [Comitetul de Stat pentru Radio și Televiziune]), bao gồm các kênh radio: RTR Programul I, RTR Programul II, RTR Programul III, và các kênh truyền hình: RTR Programul 1, RTR Programul 2.

## Thư viện ảnh

Quốc kỳ (1947–1948)
Quốc kỳ (1948)
Quốc kỳ (1948–1952)
Quốc kỳ (1952–1965)
Quốc kỳ (1965–1989)

Quốc huy (1948)
Quốc huy (1948–1952)
Quốc huy (1952–1965)
Quốc huy (1965–1989)